# IX Испанский легион
IX Испанский Легион (лат. Legio IX Hispana или лат. Legio Nono Hispana) — боевое подразделение регулярной римской армии, существовавшее с I века до нашей эры до, по меньшей мере, 120 года нашей эры. Легион воевал в различных провинциях поздней Республики и ранней Империи. Он был расположен в Британии после начавшегося в 43 году Римского завоевания. Легион перестаёт упоминаться в известных ныне римских записях после примерно 120 года, и каких-либо достоверных сведений о том, что с ним произошло, в настоящее время нет.
Загадочная судьба легиона стала предметом большого количества значимых исследований, а также многочисленных предположений и догадок. Согласно теории, выдвинутой Теодором Моммзеном, легион был уничтожен во время военных действий в северной Британии вскоре после 108 г. — даты последнего точного найденного в Британии упоминания о IX Легионе — возможно, во время восстания северных племён против римского владычества. Эта идея была популяризована вышедшим в 1954 году романом «Орёл Девятого легиона», рассказывающим о том, как легион отправился в военный поход в Каледонию (современная Шотландия), после чего «о нём больше не было слышно».
Вскоре эта теория была опровергнута многими учёными после последующего обнаружения нескольких упоминаний о IX Легионе, найденных на месте каструма в Неймегене (Нидерланды), предполагающих, что гарнизон легиона располагался там после приблизительно 120 года, то есть гораздо позже, чем ему предписывают гибель в северной Британии. Свидетельства пребывания IX Испанского Легиона в Неймегене говорят о том, что легион мог быть уничтожен в более поздних столкновениях II века. Так, предположения строятся вокруг подавления восстания Симона Бар-Кохбы в Иудее (132—135 гг.) или военных действий Марка Аврелия против парфян (161—166 гг.). Тем не менее, некоторые учёные относят указания относительно дислокации IX Легиона в Неймегене лишь к небольшой его части, но не легиону в целом. Они продолжают поддерживать теорию истребления легиона в Британии, уступая лишь в том, что произошло это не раньше 120 года.
В любом случае очевиден тот факт, что IX Испанский Легион уже не существовал во времена правления императора Септимия Севера (193—211 гг.), так как он не включён в два идентичных, но независимых перечня 33-х легионов, существовавших в этот период.

## Республиканская армия (до 30 г. до н. э.)
Происхождение IX Испанского Легиона доподлинно неизвестно, однако он упоминается ещё в 90 г. до н. э. при осаде Асколия во время Союзнической войны.
Согласно Стивену Дандо-Коллинсу, легион был сформирован наряду с VI, VII, VIII легионами Помпеем Великим в Испании в 65 г. до н. э.. Став проконсулом Нарбонской Галлии, Цизальпийской Галлии и Иллирика в 58 г. до н. э., Гай Юлий Цезарь получил право командования четырьмя легионами, имеющими нумерацию от VII до X, которые базировались в этих областях (гарнизон из VII, VIII и IX легионов располагался в Аквилее, «чтобы отражать набеги иллирийцев»). Дополнительно Цезарь сформировал ещё два легиона — XI и XII — и всеми шестью легионами атаковал переправлявшихся через реку Арар (совр. Сона) племена гельветов, что послужило началом Галльской войны (58-50 гг. до н. э.).

## Боевой путь
Первым сражением, в котором участвовал легион, была битва на Сабисе (совр. река Самбре, Фландрия, Франция — Бельгия), в которой войска Цезаря выступили против троекратно превышающих их сил нервиев в начале 57 года до нашей эры. Битва закончилась блестящей победой римлян.
Во время гражданской войны сражается на стороне Цезаря в битве при Илерде в Испании в 49 году до нашей эры; затем в битве при Диррахии (совр. Дуррес, Албания) и при Фарсале (совр. Фарсала, Греция).
В 46 году до нашей эры Цезарь фактически распускает легион, расселив часть ветеранов в Пицене (совр. Марке, Италия) и Истрии. В 41 году до нашей эры Октавиан воссоздаёт заново IX Легион, возвратив на службу ветеранов Цезаря. Легион, однако, получает новое наименование — Macedonica («Македонский»). Легион используется против Секста Помпея, занявшего Сицилию.
Существует версия, что легион был воссоздан Октавианом ранее, в 42 году до нашей эры, и участвовал в битве при Филиппах, где и получил когномен Triumphalis, показав там себя наилучшим образом. Однако более логичным выглядит версия, что в 42 году до нашей эры легион действительно уже существовал и после битвы при Филиппах получил наименование Macedonica. С другой стороны, подтверждённых данных об участии легиона в этом сражении нет.
С 25 по 13 год до нашей эры принимает участие в Кантабрийских войнах в Тарраконской Испании. В 24 году до нашей эры легион получает за боевые заслуги наименование Hispana («Испания»).
Позднее легион был переведён Октавианом на Рейн, однако точной информации об участии его в каких-либо кампаниях нет. В 9 году легион совершенно точно находился в Паннонии, где стоял лагерем в Савии (совр. Сисак, Хорватия).
В 43 году Клавдий вторгается в Британию, и легион находился в составе армии, находясь под командованием Авла Плавтия. IX Легион стал первым легионом, который встал лагерем в Британии. Части легиона стояли в двух местах: современных Лонгторпе и Ньютоне-на-Тренте.
С 52 по 57 год находился под командованием легата Цезия Назика, который, скорее всего, был старшим братом его следующего легата, Квинта Петиллия Цериалиса.
В 61 году легион был практически уничтожен (погибло 80 % солдат), понеся огромные потери при попытке Квинта Петиллия Цериалиса противостоять восстанию Боудикки. Остатки легиона вместе с Цериалисом отступили на континент. Однако тот факт, что легион был воссоздан, говорит о том, что в боях он проявил себя наилучшим образом, и что были сохранены знамёна легиона. В 65 году легион стоял лагерем в Линкольне, позже его перевели в Эборак.
В 70 году Цериалис после подавления им Батавского восстания возвратился в Британию проконсулом и взял командование легионом в свои руки. В 78 году легион направлен против вождя племени бригантов Венуция. Туда же был направлен XX Победоносный Валериев легион под командованием Гнея Юлия Агриколы. Венуций был сокрушён недалеко от современного Стэнвика.
В 83 году легион сражался уже против хаттов недалеко от Майнца, а в 108 — 109 годах снова находился в Эборакуме, где принимал участие в строительстве крепости.

## Исчезновение
Легион перестал упоминаться в исторических записях и не значился в списке легионов, составленном при императоре Марке Аврелии в 165 году.
Исторический роман «Орёл Девятого легиона» Розмэри Сатклиф, изданный в 1954 году, популяризовал идею об уничтожении легиона пиктами после 117 года. Однако имеются свидетельства активности легиона в районе Рейна около 120 года, кроме того, встречаются записи о службе нескольких высших офицеров легиона после 120 года, что может служить косвенным доказательством того, что легион продолжал существовать.
Были сделаны предположения об уничтожении IX Легиона во время восстания Бар-Кохбы в Иудее или в результате конфликта с Парфянской державой в Иране, но точных исторических фактов нет.

## В искусстве
Таинственное исчезновение IX Легиона сделало его популярным объектом произведений в жанре исторических приключений, фэнтези, а также научной фантастики — общим числом более 20 произведений литературы и кино до 2012 года.
- Роберт Говард описывает гибель легиона в рассказе «Короли ночи». Согласно версии писателя, он был уничтожен союзом британских племён под руководством короля пиктов Брана мак Морна.
- В 2010 году вышел фильм «Центурион» — художественный фильм о IX Испанском легионе.
- В 2011 году вышел фильм «Орёл Девятого легиона», по одноимённой книге Розмэри Сатклиф.
- В 2017 году вышел эпизод «Пожиратели света» сериала «Доктор Кто».
- В 2018 году сериал «Британия».
- В романе Виктора Северова «Девятый легион» (позже был переиздан под названием «2018: Интервенция» под авторским именем Сергея Кима) Новоримская Империя Людей была основана бойцами IX Испанского легиона, оказавшихся в другом мире.
- В модификации The New Order: Last Days of Europe для Hearts of Iron IV, при включении особых настроек, в Турции появится IX Испанский легион, обречённый на бессмертие и бесконечный завоевательный поход по другим мирам, под предводительством вымышленного легата Манлия.